# Pasquale Formisano
Pasquale Formisano (Nàpols, 1926 – Nàpols, 28 settembre 1943) Va ser un jove partisà italià, caigut durant les Quattro giornate di Napoli. Va ser condecorat a títol pòstum amb la Medaglia d'oro al valor militare alla memoria.

## Biografia
El 28 setembre 1943, durant la Segona Guerra Mundial, el jove Formisano, de 17 anys, va combatre i va morir com un heroi defensant Nàpols, la seva ciutat natal. Després de la invasió aliada de Sicília, Itàlia, que estava arreglerada amb les Potències de L'Eix, va firmar l'Armistíci de Cassabile i el rei Victor Manuel III, seva família i el general Pietro Badoglio, cap de govern en substitució de Mussolini, van fugir a Bríndisi, deixant l'exèrcit a la desbandada. Les tropes nazis, aprofitant que l'exèrcit italià s'havia quedat sense caps, van  agafar el comandament, fet que a Nàpoli va provocar la ira popular i una insurrecció espontània. Pasquale Formisano, de només 17 anys, va sortir al carrer, malgrat les súpliques dels seus pares i es va unir als patriotes que, tots junts, homes, dones, vells, joves i nens, des dels terrats van llençar tot tipus de projectils, pedres i rajoles i, als carrerons, van construïr barricades, parant trampes als soldats nazis de la  Wehrmach. Formisano amb una metralladora i dues granades de ma, va combatre contra els vehicles blindats de combat, fins que va caure crivellat.
El seu heroisme, que evoca la puresa dels ideals, la defensa de la llibertat, la disponibilitat a la lluita i el sacrifici dels joves d'aquella època, va ser reconegut i premiat amb la medalla d'or al valor militar.
La gesta de la ciutat de Nàpols i dels seus joves protagonistes va inspirar la pel·lícula de Nanny Loy Le quattro giornate di napoli (1962)

## Honors
- Medalla d'or al valor militar

"La seva ma no va tremolar en el moment èpic de llançar la bomba contre el blindat alemany que sembrava la mort entre el poble alçat. Colpit per la metralla, en un acte de suprema valentia, va immolar la seva jove vida per la Pàtria, quedant esculpida la seva gesta en l'etèrna memòria de Nàpols que, durant les jornades d'aquella llegendària insurrecció, va vibrar amb l'entusiasme i el dolor dels seus fills, que van ser els veritables artífexs de la victòria"
- Nàpols, 28 setembre 1943.